# Saadia Kobashi
Pour les articles homonymes, voir Saadia (homonymie).
Saadia Kobashi (hébreu : סעדיה כובשי, arabe : سعديه كوبشي) est un homme politique et éducateur israélien du XXe siècle (Yémen, 1904 - Tel Aviv 1990).

## Éléments biographiques
Né au Yémen, Saadia Kobashi immigre en terre d'Israël, alors sous contrôle ottoman, avec sa famille en 1909. Les Kobashi s'établissent à Jérusalem où il épouse Malka Hazmi, fille d’Itzhak Hazmi, l’un des juges rabbiniques de la communauté yéménite locale au début du XXe siècle.
Devenu l'un des dirigeants politiques de la communauté juive yéménite immigrée en Israël fédérée sous le nom de l’Association yéménite, il fait à ce titre partie du Conseil juif national et du Conseil d'état provisoire, et compte donc parmi les signataires de la déclaration d'indépendance de l'État d'Israël en 1948, indiquant S. Kobashi HaLevi.
Après l'indépendance, il s'installe à Tel Aviv, où il est nommé superviseur du système éducatif sioniste-religieux. En 1949, il devient directeur d'une école sioniste-religieuse à Rosh HaAyin. Une rue y a été nommée en son honneur.